# Cifuentes
Cifuentes é um município da Espanha na província de Guadalajara, comunidade autónoma de Castilla-La Mancha, de área 106 km² com população de 2038 habitantes (2006) e densidade populacional de 9,19 hab/km².

## Demografia
| Variação demográfica do município entre 1991 e 2004 | Variação demográfica do município entre 1991 e 2004 | Variação demográfica do município entre 1991 e 2004 | Variação demográfica do município entre 1991 e 2004 |
| --------------------------------------------------- | --------------------------------------------------- | --------------------------------------------------- | --------------------------------------------------- |
| 1991                                                | 1996                                                | 2001                                                | 2004                                                |
| 2353                                                | 2405                                                | 2053                                                | 2019                                                |